# 澤の露
澤の露（さわのつゆ）は、日本の製菓業者。北海道小樽市花園に所在する。新倉屋や花月堂と並ぶ、小樽の老舗の製菓業の1つ。創業時の名は「水晶飴玉」であり、21世紀以降においてもこの名で憶えている客も多い。同店唯一の商品である飴の名称でもあり、小樽市内の1店舗のみの営業ながら、日本全国的な人気を得ている。

## 沿革
1911年（明治44年）に、菓子職人である澤崎浅次郎が「水晶飴玉」店として創業した。澤崎は洋菓子や和菓子も試す中で、飴に辿りついて創業したという。1955年（昭和30年）頃、澤崎の娘婿である高久信夫が2代目を継承した。
創業以来、「水晶飴玉」と呼ばれる飴が主力商品にして唯一の商品である。後に「水晶玉」が透明な飴全体の通称となったため、昭和10年代に「澤の露」に改名され、現在に至る。「澤」は初代の澤崎の姓、「露」は森の木の葉に滴る露の意味であり、山の木々から滴る滴のように光るイメージから命名された。
第二次世界大戦中には、飴玉「澤の露」は戦地にも慰問品として届けられた。しかし戦中に、原材料である砂糖が入手不可能となったため、店は一時閉店。1951年（昭和26年）に再び砂糖が入手可能となり、店が再開された。1950年代は小樽市内の繊維問屋街、1960年代の北洋漁業の盛んな時代には、問屋や漁業会社から注文が殺到し、北洋漁業の船員の糖分補給にも愛用された。
高久信夫の3人の息子が家業を継がず会社員となったため、一時、この飴を作ることができる人物は高久1人のみとなった。しかし高久が視力の低下から飴作りが困難となり、一時は廃業も検討されたものの、三男の高久文夫が1990年（平成2年）夏に会社を退職し、翌1991年（平成3年）に正式に3代目を継承した。親の飴作りを直に目にしていたにもかかわらず、技術の習得には10年を要した。
また3代目継承を機に、暗くて不衛生なイメージのある工場を改築し、先代から使い続けた不便な道具を近代的且つ効率的なものに変更された。2012年（平成24年）には建物の老朽化から、現在の場所に移転した。改修後の店には、店の歴史や文化を産業面から伝承していくため、店頭に昭和10年の掛け時計や、初代の使用していた備品類、支那事変のときの賞状、古紙幣などが展示されており、小規模の博物館に似た役割も持ち、学生の研修対象となることも多い。
2013年（平成25年）には一子相伝の技術が評価され、北海道産業貢献賞の「卓越した技能者」部門を受賞した。新型コロナウイルス感染症の影響によって営業が厳しくなって以降も、店舗の改装や、公式ウェブサイトを改良して製造工程を動画で紹介するなどの工夫が為されている。

## 澤の露（水晶飴玉）

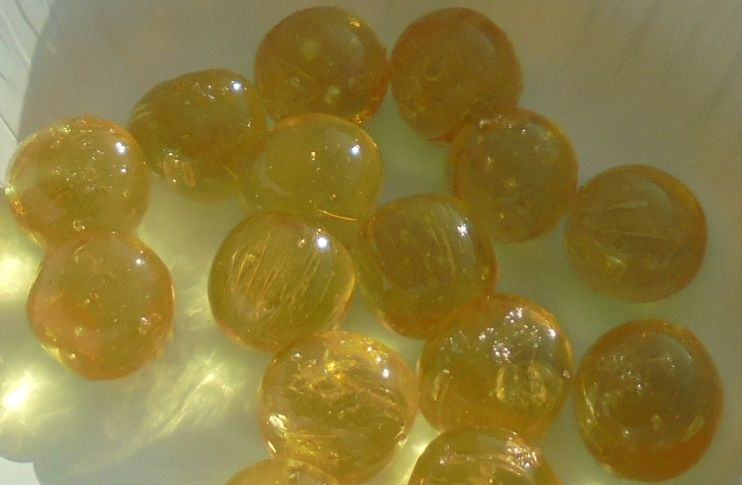
飴玉「澤の露」（水晶飴玉）

一般的に飴といえば水飴、即ちデンプンを用いるものが多いが、本店の飴「澤の露」の特長は、一切デンプンを用いていない点である。日本国外から仕入れる高級な香料（レモンオイル）と砂糖のみで仕上げられたた飴であり、その純度は100パーセントである。これには、小樽が日本国外との貿易港として栄え、世界中の品物、国外の上質な製品が流通していたため、質の良い砂糖と香料が入手できたことが背景にある。合成着色料や保存料も一切、使用されていない。
2023年（令和5年）時点においても、機械を介さずに人の手で作られている。以前には機械化の導入が検討されたこともあるが、砂糖に水飴を混ぜるとゆっくり固まるために、機械での製造加工も可能なところが、業者側から「砂糖100パーセントの飴を機械で作るのは無理」と断られたという。
味や香りに癖が無く、自然な甘さが特長である。他の甘味料、水飴を用いない分、粘りが少なく、歯にも付きにくく、ほんのりとした甘さを楽しめ。舐めた後も喉が渇きにくいことが特長である。歯にも付きにくいことから、高齢者にも喜ばれている。2代目の高久信夫は、ラッカセイを混ぜるなど別の味を試したことがあるが、何も入れない方が美味との結論に達したという。
創業当初にはすでに、砂糖の最高の原料を使用することでの品質の高さが評価され、東京方面から訪れる人々にも、小樽土産として非常に喜ばれた。1960年代頃までは、香料にイギリスのロンドンのものが用いられていたため、「ロンドンの香り」と言われた。2000年代以降の現在はフランス製の香料、オーストラリアと台湾でとれるサトウキビを精製した上白糖が原材料として用いられている。バイオ燃料の生産拡大などが原因で砂糖の価格も高騰した後でも、伝統が守られ、砂糖も製法も変更されていない。
飴玉の外観の透明度も「宝石のような美しさ」とも評されている。独特の琥珀色の外観は、砂糖が焦げた色であり、焦がし過ぎても足りなくても、この色にはならず、その見極めには長年の経験を要するという。
イベントの記念品や、芸能事務所の贈答品に使われることもある。有名女優が座長を務める劇団の場合、舞台初日や千秋楽にスタッフへ配るため、100箱単位で注文が来る。大手銀行では遣い物に利用され、東京の有名デパートにも納品されている。注文が殺到する彼岸とお盆は品切れになることも珍しくない。一子相伝の味は全国にファンがおり、首都圏などにも根強いファンを持つ。贈答品として口にした客が「また欲しい」と注文するケースも多い。